# El nou Karate Kid
El nou Karate Kid (títol original: The Next Karate Kid) és una pel·lícula estatunidenca d'acció i d'arts marcials dirigida per Christopher Cain, estrenada l'any 1994. És la quarta de la saga Karate Kid. No obstant això, l'actor Ralph Macchio, que encarnava Daniel LaRusso als tres primers films, no apareix en aquest quart film. Només és citat breument per Miyagi, interpretat per Pat Morita. Ha estat doblada al català.

## Argument
Kesuke Miyagi abandona Los Angeles per anar a Boston per una cerimònia pels soldats americano-japonesos que van combatre durant la Segona Guerra Mundial al 442 Regimental Combat Team. Allà coneix Louisa Pierce, la vídua del seu comandant de regiment, el tinent Jack Pierce.
Miyagi retroba Julie, la neta de Jack Pierce. Julie està òrfena des de la mort accidental dels seus pares. Entre la seva àvia qui no para de renyar-la i els seus camarades d'institut que la provoquen estúpidament, Julie no troba el seu lloc. Miyagi, vell mestre en arts marcials que deu molt a l'avi de Julie, li proposa guiar-la a un viatge iniciàtic.

## Repartiment
- Hilary Swank: Julie Pierce
- Pat Morita: Kesuke Miyagi
- Michael Ironside: Coronel Dugan
- Constància Towers: Louisa Pierce
- Walton Goggins: Charlie

## Producció
John G. Avildsen, director dels tres primers films de la saga, inicialment havia de fer aquest film però va preferir dirigir el film biogràfic Vuit segons sobre la llegenda del rodeo Lane Frost.
Miss Karaté Kid és el segon film de Hilary Swank, després d'un paper secundari a Buffy (1992) de Fran Rubel Kuzui
Contràriament als precedents films que s'havien rodat a Califòrnia, aquesta 4a pel·lícula va ser rodada a Massachusetts (Boston, Dorchester, Newton, Somerville, Rockport, Brookline, Groton, Ipswich). L'escena d'obertura va ser filmada al comtat de Arlington, Virginia i d'altres a Las Vegas.

### Música
1. The Next Karate Kid (00:24)
2. Regiment of Heroes (01:24)
3. Julie Storms Out (03:15)
4. Cops Chase Julie (01:09)
5. Trainyard Emotions (02:15)
6. 3M1 (02:10)
7. The Pizza Guy (00:31)
8. Julie and Miyagi (03:03)
9. Julie’s Fight (03:50)
10. Monk Headquarters (01:26)
11. Dining With Monks (02:51)
12. Julie-san Satori (02:25)
13. Training Muntatge (02:10)
14. Zen Archery (01:44)
15. Welcome Home, Julie (00:43)
16. Rooftop Fight (01:04)
17. Angel Flies (03:18)
18. The Monks Arriba (01:48)
19. Miyagi Tears (01:33)
20. Bowling For Monks (01:04)
21. The Alphas Drop In (00:54)
22. The Alphas Clobber Eric (03:14)
23. Julie Fights (03:42)
24. Miyagi’s Big Fight (03:35)

## SagaKarate Kid
- 1984: The Karate Kid de John G. Avildsen
- 1986: The Karate Kid, part II de John G. Avildsen
- 1989: Karate Kid 3 de John G. Avildsen
- 1994: The Next Karate Kid de Christopher Cain (sense el personatge de Daniel LaRusso)
- 2010: Karate Kid de Harald Zwart (remake)